# Łucja Galikowska-Reicher
Łucja Galikowska-Reicher – polska „Sprawiedliwa wśród Narodów Świata”. 

## Życiorys
W trakcie II wojny światowej przeniosła się z Gdyni do Warszawy, w ślad za swoimi żydowskimi przyjaciółmi. Utrzymywała z nimi kontakt w getcie, odwiedzała ich i przynosiła żywność. Dzięki swoim żydowskim przyjaciołom Galikowska poznała w getcie Ruth Fallek i na początku 1943 r. przemyciła ją z getta, narażając się na wielkie ryzyko osobiste. Galikowska początkowo ukrywała ją w swoim domu, ale później przeprowadziła się z nią do wynajętego mieszkania w Józefowie, gdzie ukrywała trzy inne rodziny - w tym byli Mosze i Emilię Mazurówowie oraz ich szwagier, Stefan Baraś. Wszyscy uciekinierzy żydowscy, z wyjątkiem jednego, płacili za ich utrzymanie, a różnicę pokrywała sama Galikowska. Kilka miesięcy później, gdy jeden z uciekinierów odkrył, że Niemcy są na tropie, Galikowska wróciła do Warszawy, podczas gdy żydowscy uchodźcy rozeszli się. Mimo zagrożenia Galikowska utrzymywała kontakt ze swoimi żydowskimi przyjaciółmi, a część z nich ukrywała w swoim mieszkaniu w Warszawie.  
18 lipca 1967 r. Instytut Jad Waszem uhonorował Łucję Galikowską-Reicher medalem „Sprawiedliwy wśród Narodów Świata”.